# ГЕС Hóngjiāng
ГЕС Hóngjiāng (洪江水电站) — гідроелектростанція у центральній частині Китаю в провінції Хунань. Знаходячись перед ГЕС Ānjiāng, становить верхній ступінь каскаду на річці Юаньцзян, котра впадає до розташованого на правобережжі Янцзи великого озера Дунтін. При цьому вище по сточищу на витоках Юаньцзян створені власні каскади, до яких зокрема відносяться ГЕС Tuōkǒu та ГЕС Mǎngtángxī.
В межах проекту річку перекрили бетоною гравітаційною греблею висотою 56 метрів, довжиною 470 метрів та шириною по гребеню 11 метрів. Вона утримує водосховище з об'ємом 195 млн м3 (корисний об'єм 75 млн м3) та припустимим коливанням рівня поверхні у операційному режимі між позначками 186 та 190 метрів НРМ (під час повені об’єм може зростати до 320 млн м3). У складі комплексу облаштований судноплавний шлюз із розмірами камери 80х12 метрів.
Пригреблевий машинний зал обладнали шістьома бульбовими турбінами потужністю по 45 МВт, які забезпечують виробництво 1017 млн кВт-год електроенергії на рік.
Видача продукції відбувається по ЛЕП, розрахованим на роботу під напругою 220 кВ.